# Fukomys amatus
Fukomys amatus es una especie de roedor de la familia Bathyergidae. Se ha considerado anteriormente como una subespecie de Cryptomys hottentotus.

## Distribución geográfica
Se encuentra en Zambia y la República Democrática del Congo.